# Euroregion Tatry
Euroregion Tatry – euroregion polsko-słowacki utworzony 26 sierpnia 1994 na mocy deklaracji podpisanej w Nowym Targu. Członkami są miasta Nowy Targ, Rabka-Zdrój, Szczawnica, Limanowa oraz trzynaście polskich gmin przygranicznych, słowackie miasta i wsie powiatów Liptowski Mikułasz, Poprad i Stara Lubowla.
Siedziba Euroregionu znajduje się w Nowym Targu.
Pod auspicjami euroregionu odbywają się dni kultury polskiej i słowackiej, celami głównymi są ochrona środowiska naturalnego i rozwój gospodarczy.